# Madonna col Bambino tra i santi Ercolano e Costanzo
La Madonna col Bambino tra i santi Ercolano e Costanzo o Madonna della cucina è un dipinto del pittore Perugino realizzato circa nel 1515 e conservato nella Galleria nazionale dell'Umbria di Perugia. 

## Storia
Il nome Madonna della cucina deriva dal fatto che il dipinto era, in passato, esposto nell'antica cucina del Palazzo dei Priori di Perugia. Il dipinto è stato ripulito nel corso del XX secolo, il che ha permesso di riscoprire i colori originali. I critici d'arte Bombe, Adolfo Venturi, F. Canuti, Domenico Gnoli e Berenson lo considerarono un «lavoro di bottega». Dopo la «pulizia» cambiarono idea, ammettendo tuttavia l'intervento nella produzione di altri artisti. Santi e Cavalcaselle consideravano l'opera «debole». Si tratta probabilmente di un'opera del Perugino che ha subito un'interruzione improvvisa in una fase avanzata della sua produzione, unanimemente stimata dal periodo tardo dell'artista. 

## Descrizione
L'opera riprende la rappresentazione ricorrente nella pittura cristiana della Madonna col Bambino in compagnia dei santi locali Ercolano e Costanzo di Perugia.
La Vergine è rappresentata massiccia, al centro della composizione, seduta su una panca, lo sguardo assente distolto dal Bambino immerso in silenziosa contemplazione e rivolto allo spettatore, tiene tra le braccia il Bambino che guarda quasi di lato. Indossa una camicetta rossa finemente ricamata, cinta da un nastro legato in vita e sopra una mantella blu abilmente pieghettata. La Vergine e i due santi hanno ciascuno un'aureola circolare, solo il Bambino ha un'aureola ellittica. Dietro alla Madonna, Ercolano, il santo barbuto a sinistra, prega a mani giunte guardando verso il cielo, mentre Costanzo, a destra, con le mani incrociate sul petto, guarda verso sinistra. Lo sfondo è costituito da colline tondeggianti prive di vegetazione, perse in lontananza in un cielo terso, nella tradizione del maestro.

## Stile
Maria indossa i suoi colori tradizionali rosso e blu: rosso che rappresenta la Passione di Cristo e azzurro, la Chiesa.
La scena è inscritta secondo uno schema pacato e gradevole con corrispondenze ritmiche rafforzate dalle inclinazioni delle teste.
I volti sono rimasti intatti ed esprimono ancora la morbidezza, la delicatezza e lo sguardo pensoso perso nel vuoto che è una delle principali caratteristiche dello stile del maestro.
Il volto della Vergine è tipico della produzione matura dell'artista, più semplice, di mezza età con un fisico più massiccio e monumentale. Il Bambino è anche più robusto.